# Villetaneuse
Villetaneuse ist eine französische Gemeinde im Département Seine-Saint-Denis mit 12.432 Einwohnern (Stand 1. Januar 2022). Die Stadt liegt etwa sechs Kilometer nördlich der Stadtgrenze von Paris. 
Ihre Einwohner nennen sich Villetaneusien(ne)s.

## Nachbargemeinden
Villetaneuse wird begrenzt von den Gemeinden Saint-Denis, Épinay-sur-Seine und Montmagny im Département Val-d’Oise.

## Geschichte

### Namensherkunft
Villetaneuse wurde mehrfach in unterschiedlichen Formen erwähnt: Villa Tineosa um 1120, Villa Teignosa 1209, Villa Teigneuse 1313, Villa Scabiosa 15. Jahrhundert, Ville Tigneuse 1470, Ville-taneuse 1517.
Der Name der Gemeinde wurde wahrscheinlich abgeleitet von Villa Tine Osa (Ort an dem man die Lohe behandelt um Häute zu gerben), oder von Villa stagnosa (Gebiet der Teiche).

### Entwicklung
Die erste Erwähnung von Villetaneuse wird gegen 1120 von Ricardus von Villatenosa bestätigt. Das Lehen von Villetaneuse fällt dann sowohl in den Bereich des Herrn von Montmorency als auch vom Abt von Saint-Denis.
Zu Beginn des 15. Jahrhunderts besitzt die Stiftskirche Saint-Martin de Montmorency Weinberge in Villetaneuse, daher die Steuerrechte.
Im 16. und 17. Jahrhundert sind die Herren von Villetaneuse königliche Offiziere wie Jean des Vivier Rechtsanwalt im Parlament in 1650, Julien Chauveau, Staatsanwalt im Parlament 1588.
Eine Urkunde von 1613 hebt hervor, dass Anne Robert, Rechtsanwalt im Parlament, Herr von Villetaneuse, damals in Paris wohnend, und Jacques Doublet, Mönch in Saint Denis, ihre gegenseitigen Herrschaftsrechte austauschen, die sie an Pierrefitte und an Villetaneuse besitzen.
1658 wird in Villetaneuse eine Grafschaft errichtet, die ebenfalls Briche und Épinay zusammenfasst.
Die Kirchengemeinde Saint-Liphard entsteht im 13. Jahrhundert.
Von 1463 an werden die Gipssteinbrüche von Villetaneuse erwähnt, die mit der Landwirtschaft den Hauptreichtum von Villetaneuse darstellen. 1783 bestraft der Polizeileutnant Steinbrecher, die den Gipsstein ohne Genehmigung abbauen.
In den Karten des alten Regimes ist ein Schloss enthalten, aber 1825 hebt die Bürgermeisterkarte hervor, dass vom Schloss nur noch der Park übrig ist. Der Park dieses Schlosses wird im Laufe des 19. Jahrhunderts in eine Industriezone umgewandelt und wird der Ursprung des Gewerbegebietes von Villetaneuse sein.

## Bevölkerungsentwicklung
| Jahr      | 1962 | 1968 | 1975 | 1982   | 1990   | 1999   | 2006   | 2019   |
| Einwohner | 4892 | 7405 | 8909 | 10.080 | 11.177 | 11.376 | 11.887 | 13.574 |

## Städtepartnerschaften
- Vila Nova de Foz Côa, Portugal
- Birkenwerder, Deutschland

## Verkehr
Villetaneuse verfügt über keinen eigenen Anschluss der Metro, oder Bahnanschluss. Der nächste Bahnhof ist Épinay – Villetaneuse der Transilien Paris – Nord Vorstadtlinie. Es gibt aber mehrere Buslinien.

## Persönlichkeiten
- César (1921–1998), Bildhauer hatte sein Atelier in der Gemeinde. Seine Venus de Villetaneuse ist vor dem Rathaus ausgestellt.
- Maurice Utrillo (1883–1955), Maler, wohnte in Pierrefitte-sur-Seine und hat besonders die Kirche von Villetaneuse sowie das Château de Villetaneuse dargestellt.
- Martial Trico, Sänger der Gruppe Manau.
- Maurice Grandcoing, kommunistischer Widerstandskämpfer. Erschossen am 11. August 1942 in Mont Valérien.